# Zašovický hřbet
Zašovický hřbet je geomorfologický okrsek tvořící součást Brtnické vrchoviny. Protáhlý nesouměrný hřbet ve směru sever jih se nachází mezi údolími řek Brtnice a Jihlavy. Severní část se skládá se syenitu, střední část z cordieritických migmatitů a jižní část z rul, pruhů křemenců a kvarcitických rul. U obce Číchov se nacházejí ostrůvky neogenních usazenin. Na západ stékají z hřbetu jen krátké toky, východním směrem k Jihlavě delší. Rozvodí probíhá blíže k Brtnici, jejíž údolí tvoří pravoúhlý ohyb. Nejvyšším bodem je Mařenka (711 m), která se nachází 1,7 km východně od obce Lesná. Převážně zalesněný povrch tvoří smrkové porosty. V jižní části se vyskytují rovněž příměsi borovice a ojediněle zbytky bučin.